# Psilotreta rossi
Psilotreta rossi là một loài Trichoptera trong họ Odontoceridae. Chúng phân bố ở miền Tân bắc.